# Sani Kaita
Sani Kaita (nacido el 2 de mayo de 1986) es un futbolista nigeriano que juega como mediocampista. Actualmente se encuentra sin equipo.

## Selección nacional
Ha sido internacional con la selección de fútbol de Nigeria en 24 partidos.

### Participaciones en Copas del Mundo
| Mundial                        | Sede      | Resultado    | Partidos | Goles |
| ------------------------------ | --------- | ------------ | -------- | ----- |
| Copa Mundial de Fútbol de 2010 | Sudáfrica | Primera fase | 2        | 0     |

### Participaciones en Copa África
| Torneo                         | Sede   | Resultado    | Partidos | Goles |
| ------------------------------ | ------ | ------------ | -------- | ----- |
| Copa Africana de Naciones 2006 | Egipto | Tercer lugar | 1        | 0     |
| Copa Africana de Naciones 2010 | Angola | Tercer lugar | 5        | 0     |

## Clubes
| Club                           | País         | Año       |
| ------------------------------ | ------------ | --------- |
| Kano Pillars                   | Nigeria      | 2004-2005 |
| Sparta Rotterdam               | Países Bajos | 2005-2008 |
| AS Monaco                      | Francia      | 2008-2011 |
| FC Kubán Krasnodar (cedido)    | Rusia        | 2009      |
| FC Lokomotiv Moscú (cedido)    | Rusia        | 2009      |
| FC Alania Vladikavkaz (cedido) | Rusia        | 2010      |
| FC Metalist Járkov (cedido)    | Ucrania      | 2010      |
| Iraklis FC (cedido)            | Grecia       | 2011      |
| SC Tavriya Simferopol          | Ucrania      | 2011-2012 |
| Olympiakos Nicosia             | Chipre       | 2012-2013 |
| Enyimbia                       | Nigeria      | 2014      |
| FC Saxan                       | Moldavia     | 2014      |
| Ifeanyi Ubah FC                | Nigeria      | 2015      |
| JS Hercules                    | Finlandia    | 2016      |
| RoPS                           | Finlandia    | 2017      |